# ソビエト連邦最高会議
ソビエト連邦最高会議（ソビエトれんぽうさいこうかいぎ、ロシア語: Верховный Совет Союза Советских Социалистических Республик (Верховный Совет СССР)）は、ソビエト連邦の最高国家権力機関。広範な権限を持ち、立法権のみならず、各国家機関の統制、処分の権限、さらに憲法修正権限を唯一有する行政機関でもあった。

## 概説

### 権限・定数
最高会議は常設機関として最高会議幹部会を選出し、ソ連最高裁判所、ソ連検事総長、ソ連最高仲裁裁判所の任命権を持つ。最高会議幹部会議長はソ連の国家元首である。
最高会議は連邦会議（連邦院）と民族会議（民族院）の二院制で、両院は同等の立法権を有する。両院の議員の任期は5年（1977年の憲法改正までは4年）である。
連邦会議はソ連国内を30万人ごとに設定した地域選挙区で一人の代議員を選出する。民族会議は民族の人口を反映するために設置され、代議員はソ連邦を構成する15の各共和国、11の各自治共和国、5つの自治区及び民族管区から選出された。両院とも定数は750名。2年に1度召集される。この期間に臨時に召集が可能である。会期中、代議員宿舎にはロシア・ホテルがあてられた。
閉会中は最高会議幹部会が日常的な運営を行った。
なお、最高会議は1989年に大幅な改革が行われ、以下のように改組された。
- 新たな最高会議は春と秋に3-4ヶ月の会期があり、最高会議幹部会が招集する。
- 定数は542名。2250名の人民代議員から選出される。
- 人民代議員選挙の実施、閣僚会議議長（首相）の任命、国防会議の形成、ソビエト連邦軍総司令官の任免権、立法権、法の解釈の権限、国家計画や予算の審議及び予算の人民代議員大会への提出などの広汎な権限を有する（これに伴い、最高会議幹部会の権限は大幅に縮小）。
- 最高会議は、人民代議員大会の決定に対して反対することは出来ない。
- 最高会議議長はソ連の国家元首で人民代議員大会により選出される。その任期は5年で連続2期まで。

また、ソ連に加盟する各共和国も、それ自身一院制の最高会議を国家機関として設置していた。

## 歴史

### ペレストロイカ以前
1936年12月5日に改定された「ソビエト社会主義共和国連邦憲法（通称：スターリン憲法）」により国家の最高意思決定機関として位置付けられ、1937年12月12日の第1期最高会議代議員選挙によって第1期最高会議代議員が選出されて、1938年からの任期を務めた。なお、1941年開始の独ソ戦により、本来4年の任期は戦後の1946年まで延期された。
1945年に独ソ戦（第二次世界大戦）が勝利で終わると、1946年2月10日に第2期最高会議代議員選挙が行われ、以後は4年ごとの5月か6月に選挙が行われた。当時の最高指導者（ソビエト連邦共産党書記長）を含むソ連共産党の幹部はこの代議員選挙により選ばれ、国家統治の正統性を得ていた。しかし、ソ連国家の決定権はソ連共産党及び党政治局が掌握しており、最高会議はその追認機関と化し、実態のある討議は行われなかった。代議員選挙も共産党以外からの立候補はできず、国民の自由な意志は反映されない「官製選挙」だった。
レオニード・ブレジネフ時代の1977年には41年ぶりに憲法が改正されて最高会議の任期が4年から5年へ延長され、これ以後は共産党書記長が最高会議幹部会議長を兼ねる慣例ができてソ連最高指導者の名実が一致するようになったが、一党独裁制のソ連型社会主義体制には何の変化もなかった。

### 改革から消滅へ
1985年、ミハイル・ゴルバチョフが最高指導者となり、ペレストロイカとしてソ連社会の改革を開始すると、民意を十分に反映しきれていない最高会議もその対象となった。1988年には憲法改正により、新たにソビエト連邦人民代議員大会が最高権力機関として創設され、第12期の最高会議は定数が542議席に削減されたものの、人民代議員大会の常設機関として機能することになった。
1989年3月26日、ソ連の国政選挙では初めての自由選挙となる第1回人民代議員大会選挙が実施され、ブレジネフ時代には反体制派（異論派）として国内流刑を受けていたアンドレイ・サハロフ博士などの急進改革派も人民代議員に選出された。2ヶ月後の5月25日には第1回人民代議員大会が召集され、連邦会議と民族会議の代議員271名が選出されたほか、ゴルバチョフは最高会議議長（国家元首）に選出された。
1990年3月の第3回人民代議員大会でゴルバチョフは大統領職を新設して自ら就任し、国家元首でなくなった最高会議議長にはゴルバチョフの代わりにアナトリー・ルキヤノフが選出された。しかし、ルキヤノフは1991年に発生した8月クーデターでゴルバチョフの失脚を狙った国家非常事態委員会の黒幕となり、指導的役割を演じたとして逮捕された。これにより人民代議員大会及び最高会議の権威は急速に失墜し、ソビエト連邦そのものの解体が急速に進行した。
ソ連最高会議は、公式には1991年12月26日にソビエト連邦の崩壊とともに消滅した（1991年9月の第5回人民代議員大会は混沌の内に議事が進行し、大会の廃止を決議しており、これに伴って最高会議は消滅したとも言える）。
ソ連崩壊後、独立した15の共和国で最高会議は立法府として存続したが、多くの国では「最高会議」を改名、あるいはそれに代わる新たな国会を組織した。ロシア連邦人民代議員大会および最高会議は、1993年のモスクワ騒乱事件でボリス・エリツィン大統領に武力で廃止されるまで存続した。現在でも現地語での「最高会議」名称を維持しているのは、ウクライナ（ヴェルホーヴナ・ラーダ）とキルギス（ジョゴルク・ケネシ）の2ヶ国のみである。

## 構成国の最高会議
- ロシア・ソビエト連邦社会主義共和国 - ロシア・ソビエト連邦社会主義共和国最高会議（英語版）
  -  カレリア自治ソビエト社会主義共和国 - カレリア自治ソビエト社会主義共和国最高会議（ロシア語版）
  -  トゥヴァ自治ソビエト社会主義共和国 - トゥヴァ自治ソビエト社会主義共和国最高会議（ロシア語版）
  -  バシキール自治ソビエト社会主義共和国 - バシキール自治ソビエト社会主義共和国最高会議（ロシア語版）
- エストニア・ソビエト社会主義共和国 - エストニア・ソビエト社会主義共和国最高会議（英語版）
- リトアニア・ソビエト社会主義共和国 - リトアニア・ソビエト社会主義共和国最高会議
- ラトビア・ソビエト社会主義共和国 - ラトビア・ソビエト社会主義共和国最高会議（英語版）
- グルジア・ソビエト社会主義共和国 - グルジア・ソビエト社会主義共和国最高会議（英語版）
- ウズベク・ソビエト社会主義共和国 - ウズベク・ソビエト社会主義共和国最高会議（英語版）
- モルダヴィア・ソビエト社会主義共和国 - モルダヴィア・ソビエト社会主義共和国最高会議（英語版）
- ウクライナ・ソビエト社会主義共和国 - ウクライナ・ソビエト社会主義共和国最高会議（英語版）
- 白ロシア・ソビエト社会主義共和国 - 白ロシア・ソビエト社会主義共和国最高会議（英語版）
- トルクメン・ソビエト社会主義共和国 - トルクメン・ソビエト社会主義共和国最高会議（英語版）
- アルメニア・ソビエト社会主義共和国 - アルメニア・ソビエト社会主義共和国最高会議（英語版）
- タジク・ソビエト社会主義共和国 - タジク・ソビエト社会主義共和国最高会議（英語版）
- カザフ・ソビエト社会主義共和国 - カザフ・ソビエト社会主義共和国最高会議（英語版）
- キルギス・ソビエト社会主義共和国 - キルギス・ソビエト社会主義共和国最高会議（英語版）
- アゼルバイジャン・ソビエト社会主義共和国 - アゼルバイジャン・ソビエト社会主義共和国最高会議（英語版）